# Natalie Ramsey
Natalie Ramsey (ur. 10 października 1975 r. w Milton w stanie Massachusetts, USA) – amerykańska aktorka telewizyjna i filmowa, kojarzona jednak przede wszystkim ze szklanym ekranem.
Od 2006 roku występuje w roli Lacey Farmer w serialu młodzieżowym stacji The N Beyond the Break, wcześniej, w latach 1999–2002, grała postać Jody Garrow w komediowo-dramatycznym serialu FOX Luzik Guzik (Get Real). Jako Sheila Wright pojawiła się w thrillerze Szkoła uwodzenia 3 (Cruel Intentions 3, 2004), wystąpiła też w drugoplanowej roli Sandy w slasherze Krew niewinnych (Cherry Falls, 2000).